# شارفبیلیگ
شارفبیلیگ (به آلمانی: Scharfbillig) یک شهر در آلمان است که در بیتبورگ-پروم واقع شده‌است.